# Caridina yilong
Caridina yilong is een garnalensoort uit de familie van de Atyidae. De wetenschappelijke naam van de soort is voor het eerst geldig gepubliceerd in 1999 door Cai & Liang.